# ラジニーシ教団によるバイオテロ事件
ラジニーシ教団によるバイオテロ事件（ラジニーシきょうだんによるバイオテロじけん、英：Rajneeshee bioterror attack）では、アメリカに進出したインド人グルのバグワン・シュリ・ラジニーシ（Osho）の弟子達が1984年に起こしたバイオテロ（生物兵器テロ）事件について述べる。ラジュニーシ教団のサルモネラテロとも。
世界保健機関（WHO）は「おそらく地域選挙に影響を及ぼすことを目的として、（英語圏では）ラジニーシーズで知られるカルト宗派が、ネズミチフス菌（サルモネラ菌の一種）を用いて10件のレストランのサラダバーを2ヶ月以上に渡って汚染し、アメリカ合衆国オレゴン州の小さな町で751人の住民が発病した」と説明している。当初は集団食中毒と考えられていたが、1年後に教団内で仲間割れが起こり、教団幹部の犯行であることが判明した。死人こそ出なかったものの、アメリカ史上最大のバイオテロとして認識されている。行政当局はこの事件を、水道などを通じた大規模バイオテロの予行であったとみている。
20‐21世紀で10人以上の犠牲者を出したバイオテロは、1945年以降の4件のみであるが、その中で本事件の犠牲者の数が最も多い（2016年時点）。

## 概要

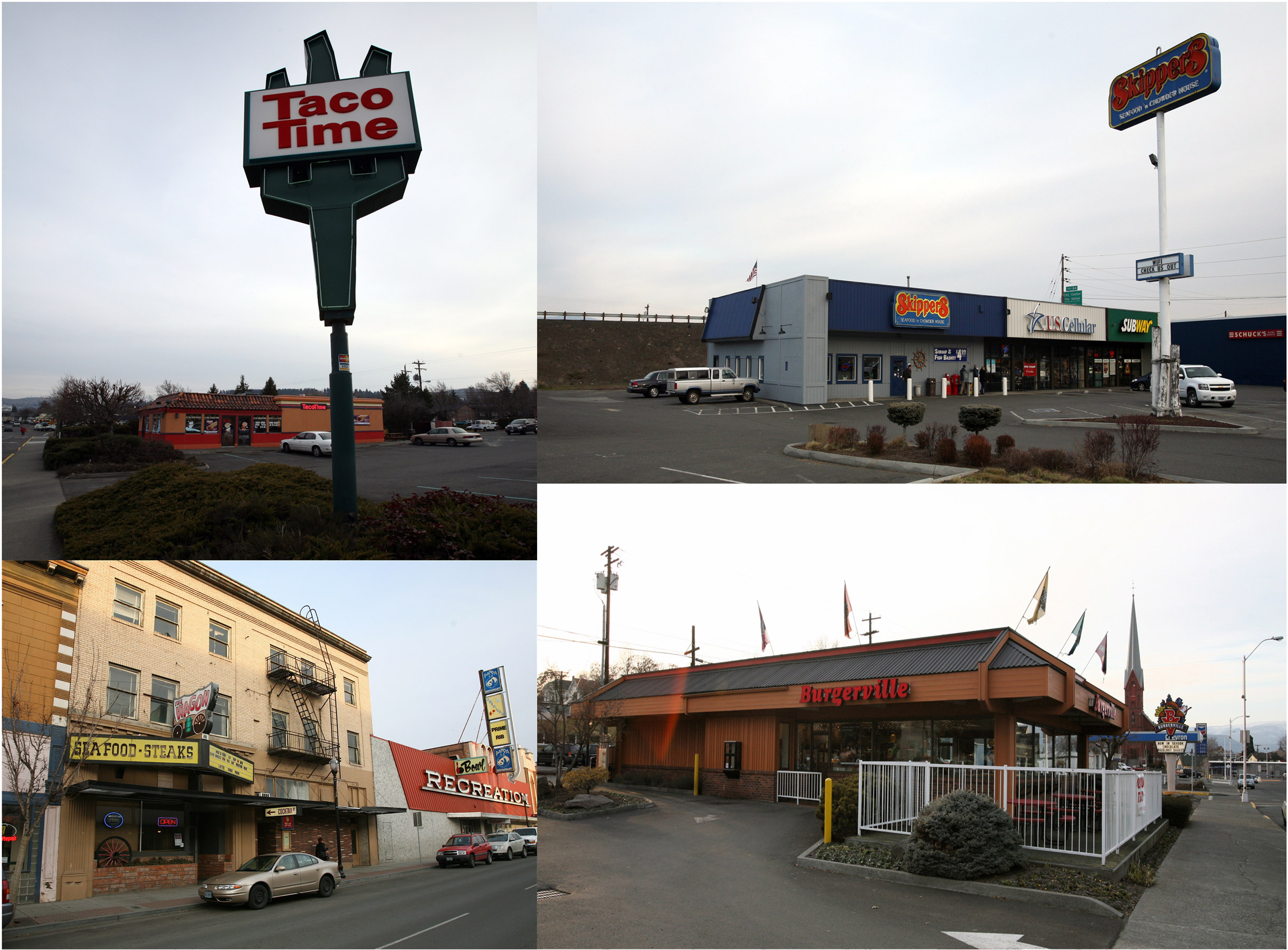
事件の場所となったレストラン

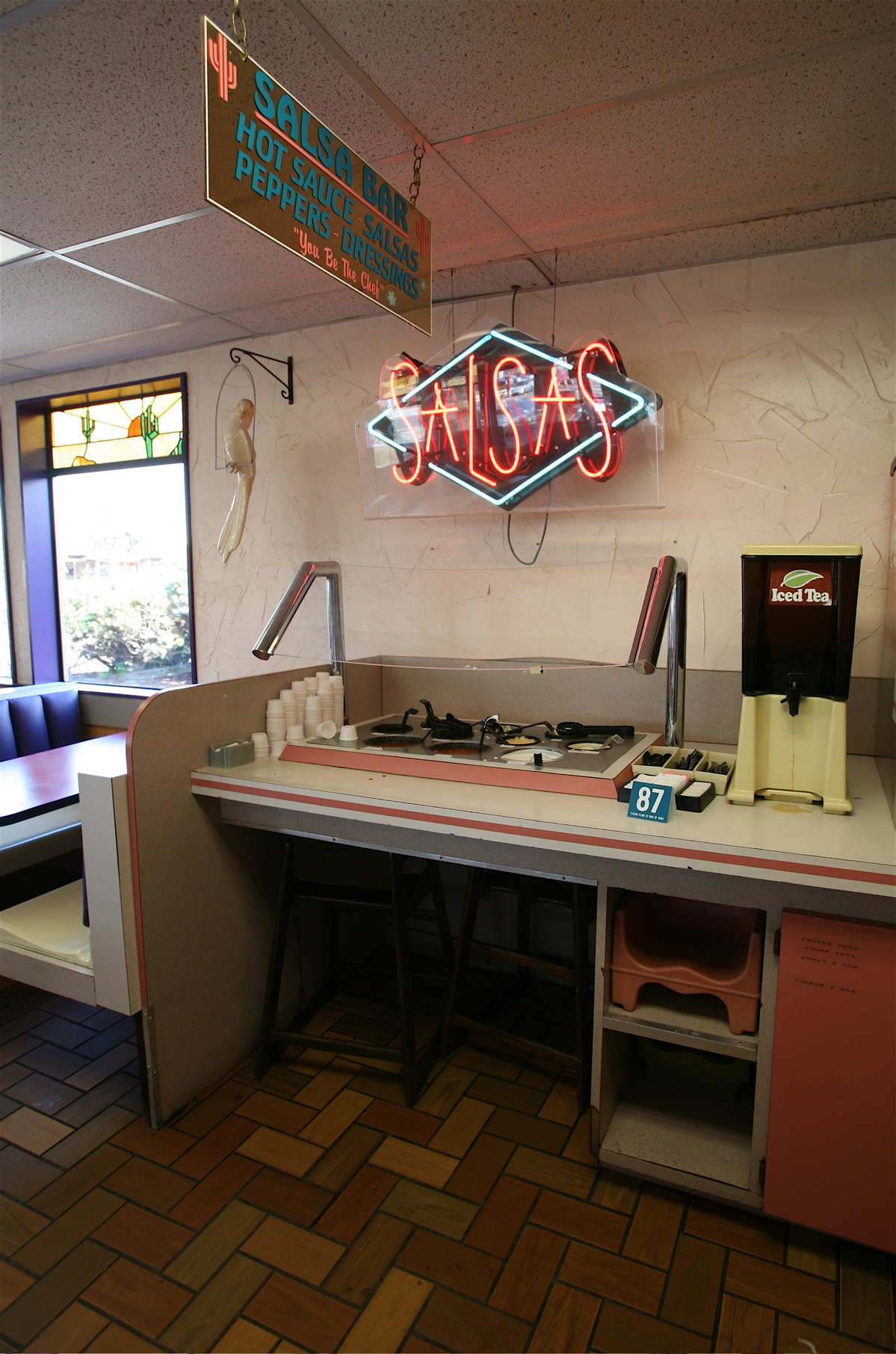
サルモネラがばらまかれたサラダバー

ラジニーシ教団は、バグワン・シュリ・ラジニーシがインドで設立した教団で、インド政府から敵視されて1981年にアメリカのオレゴン州ワスコ郡に移り、小さな町であるアンテロープ郊外に土地を取得して広大なコミューン ラジニーシプーラムを作っていった。彼らは周囲と協調しない姿勢を持ち、地元住民から見て不気味な集団であったこと、土地利用に関する問題などから、教団は地元住民・行政と摩擦を起こし、対立は大きくなっていった。教団に対して批判的だった地方裁判所コミッショナー（下級の裁判官）が、移民法違反による一斉摘発、宗教法人認可の見直し、教団を違憲的存在であるとしたことで、教団と地域の対立は深まっていった。
教団とラジニーシプーラムの運営を任されていた、ラジニーシの信頼厚い右腕の弟子マ・アナンド・シーラ（出家名）は、こうした状況に危機感を持ち、彼女とラジニーシが相談し、1984年11月の地方裁判所コミッショナー改選選挙で教団の人間が勝つことを思い付いた。教団メンバーのほとんどは移民で選挙権がなく、選挙権を持つ1万5千人の住民に勝つために、教団に好意的な候補者を立てる、大勢の浮浪者を集めて住民登録させて自分たちに有利な投票を強要する等、方法が色々と検討されたが、うまくいかず、最終的にワスコ郡の投票率を下げるために住民を食中毒にさせることになった。摂南大学の金子光美によると、教団と対立していた地域住民を選挙に行けないように痛めつけ、かつ殺害に至らない致死率の低い微生物としてサルモネラ菌が選ばれたようである。
微生物兵器については、シーラの側近のフィリピン人の元看護士マ・アーナンダ・プジャが取り仕切り、死んだビーバーの死骸を上水道施設に投げ込む案や、肝炎ウィルス、ロッキー山紅斑熱（リケッチア感染症の一種）も検討され、プジャは特にエイズウィルスの使用にこだわっていたという。
教団はサルモネラ菌を微生物バンクのアメリカン・タイプ・カルチャー・コレクション（ATCC）から研究用として簡単に購入することができ、自らの研究所で培養・増殖しており、病原菌の散布も教団メンバーが行ったため、テロを起こすためにかかったコストは安価であった。
シーラが仲間に水道施設の図面を調べるようしつこく命じ、図面を入手した形跡があること、水道を襲撃する会議を開いていたこと、水道を襲うならもっと大量の菌が必要という報告を受けていたことなどから、行政当局はこの事件を、水道などを通じた大規模バイオテロのテストケースであったとみている。大量の菌を用意するには時間が足りず、水道にサルモネラ菌を散布することは断念されたが、水道に下水を混入する、動物の死体を投げ入れるといったことも検討され、教団メンバーが水道施設そばで目撃されていることから、実際に実行されたと考える人もいるが、証拠はない。
サルモネラ菌はレストランでの散布の前に、ラジニーシプーラムに話し合いに来た郡のコミッショナー2人にも使用された。
1984年、シーラは教団の仲間たちとともに、オレゴン州のレストランでサルモネラ菌を使った無差別バイオテロを起こした。散布には少なくとも12人が関与し（事件の中心人物のシーラとプジャも行ったという証言もある）、サルモネラ菌は液状のまま瓶や試験管に入れて運ばれ、ドレッシングやコーヒーミルクに混入されたが、目撃者が4名しかおらず、正確には分かっていない。9月から10月にかけて、住民が次々と嘔吐、下痢、発熱の症状を呈した。9月17日に最初の患者が発生し、21日までに25名の患者が確認され、原因菌も特定され、2つのレストランが関係していることは分かったが、その後患者は急増し27日までに患者は200名となった。ワスコ郡唯一の病院のベッド数は105しかなく、現場は混乱に陥り、10月に終息したが、人口1万人の小さな街で、地域住民の約12%が感染し、1000人以上がこの攻撃の影響を受け、751名もの患者が出て、うち45名が入院、老人と乳幼児各1名が重態となっている。発症者数は9月15日と10月24日の2回ピークが見られ、少なくともサラダバーへのサルモネラ菌の散布は2回行われている。10軒のレストランからサルモネラ症の確定診断患者が出ており、大量にサルモネラ菌が散布されたと考えられている。
レストラン以外にも、地方裁判所やスーパーマーケットのドアノブに塗ったり、ミルクのカートンに混入させることも計画されたが、実行が成功したかはわかっていない。託児所を狙ったり、菌を塗った手で握手したといった記載もある。結局選挙は教団に不利な結果に終わり、サルモネラ菌の散布は止められたが、事件に関与したラジニーシの弟子の中には、サルモネラ菌で苦しむ人の様子に快感を覚えた者もいたという。その後、邪魔な人物を銃で殺害する方向に転換したが、実行前に逮捕された。
事件の翌年、シーラをはじめとする幹部たちが、警察の逮捕が間近との情報を受けて出国した。ラジニーシはオレゴンでは4年間対外的に沈黙していたが、記者会見を開いてシーラを非難し、FBIの調査に協力した。調査の結果、コミューン施設でサルモネラ菌製造の秘密工場が発見され、弟子達の証言から、シーラ達が次回の選挙で住民を病気にして投票を邪魔するための実験として起こしたバイオテロだと分かった。オレゴン州とアメリカ連邦捜査局(FBI)は、ラジニーシプーラムの秘密の実験室から開封されたサルモネラ菌入りバイアルビンを押収し、これは食中毒にあった患者由来株と生化学的、遺伝学的に区別できないという調査結果になり、シーラ達が故意にサルモネラ菌をサラダバーに汚染させ、食中毒が発生したと結論づけた。サルモネラ菌混入事件で公判にかけられたのはシーラとプジャの2名だけで、ラジニーシは司法取引で国外退去させられた。
事件の主要メンバーだったシーラとサルモネラ菌製造の中心人物プジャ（ダイアン・イヴォンヌ・オナン）が逮捕され、懲役20年の実刑判決を受け服役した。模範囚だったため、29か月で仮釈放されている。

## 批評
宗教学者の伊藤雅之は当時の状況を、ラジニーシが幹部らの犯罪に関与していた、または関与していなくても知っていた可能性が十分にある状況と評している。宗教学者のマリオン・S・ゴールドマンは、「すべての証拠は、シーラと彼女の小さなサークルだけがこれらの行為（反体制派の弟子への薬物投与、盗聴、放火、殺人未遂、教団の資金の横領、住民をターゲットにしたバイオテロ攻撃）に直接関与していたことを示しているが、ラジニーシが彼女たちの犯罪行為を支持していたかどうかは、依然として論争が続いている（All evidence suggests that only Sheela and her small circle were directly responsible for these actions, but Rajneesh's support of their criminality remains in dispute.）」と述べている。アメリカ国防大学のセス・カルス（Seth Carus）の研究によると、「教団幹部のシーラが計画を立案して、教祖のラジニーシに報告した時に、人々を傷つけないのが一番だが、何人か死んでも気にすることはないと教祖がコメント」しており、防衛大学校教授の足達好正はカルスの研究を紹介し、少なくともラジニーシはサルモネラ菌散布を承知していたと述べている。
国立感染症研究所の四ノ宮成祥は、iGEM（合成生物学の世界的大会）に参加する学生が知るべき、バイオテクノロジーのリスクのセキュリティ面で重要な示唆を与える過去のバイオ事例として、アメリカ炭疽菌事件（2001年）、マウス痘瘡ウイルスの遺伝子組み換え実験で意図せぬ病原性の獲得が見られた事例（2001年）と共に、ラジニーシ教団によるバイオテロ事件を挙げ、病原体の適正な供与・管理の問題を示唆している。